# Caracolí (Valledupar)
Caracolí es uno de los centros poblados del municipio colombiano de Valledupar, ubicado al sur, en el valle del río Cesar, en el departamento del Cesar.

## Transporte
El centro poblado Caracolí es atravesado por la vía nacional Ruta Nacional 80 tramo Valledupar-Bosconia. Además, desde este centro poblado se conecta al centro poblado Los Venados mediante una vía terciaria. 

## Geografía
Limita hacia el norte con los corregimientos de Mariangola y el centro poblado Villa Germania; hacia el nororiente limita con el municipio de El Copey y al suroriente con el municipio de Bosconia. Al sur limita con el centro poblado Los Venados y al oriente con el municipio de San Diego.  
El centro poblado también hace parte de la cuenca del río Cesar. El territorio es atravesado por los ríos Las Lajas y Cesar.

## Historia
Durante la época precolombina la región era habitada por indígenas de la etnia Chimila. Los Chimilas, habitan zonas que actualmente conforman El Copey, Bosconia, Chiriguaná, el corregimiento de Mariangola y los centros poblados Aguas Blancas, Caracolí, Los Venados, en el municipio de Valledupar. Los españoles llegaron a la región a finales del siglo XVI y colonizaron las tierras, desplazando forzosamente a los indígenas. 
El asentamiento de Caracolí fue fundado en 1905, por Bárbara Flórez, propietaria de las tierras. El nombre del asentamiento fue dado en honor al árbol de Caracolí (Anacardium excelsum). En 1921 llegó la hacendada Josefina Quiroz quien contribuyó al desarrollo de Caracolí. Debido a que la población es atravesada por una vía nacional, la empresa constructora Arinco fue la primera empresa en invertir en el desarrollo local.
Caracolí fue elevado a centro poblado el 13 de noviembre de 1958 según Acuerdo Municipal 03 de la alcaldía de Valledupar.
La mayoría de tierras cerca la centro poblado Caracolí, son usadas como fincas. A mediados del siglo XX, la región empezó a ser afectada por el accionar de las guerrillas comunistas; como las FARC y el ELN, dando origen al conflicto armado colombiano. En Caracolí empezó a operar el Frente 19 y el Frente 59 de las FARC. El ELN incursionó con el Frente 6 de diciembre. Las guerrillas usaban la zona mayormente como tránsito entre la Sierra Nevada de Santa Marta y la Serranía del Perijá, para el transporte de droga, armas y personal. Al ser paso de la carretera nacional, los guerrilleros hacían retenes ilegales y realizaban secuestros masivos con fines políticos o extorsivos, llamadas "pescas milagrosas" contra hacendados, comerciantes o jornaleros de la región. Los secuestrados eran luego internados en campamentos en la Sierra Nevada de Santa Marta. 
En marzo de 1991, el concejal de Valledupar Alfredo de Jesús Mestre Orozco quien se encontraba secuestrado por guerrilleros fue rescatado por patrullas combinadas del Ejército y el Departamento Administrativo de Seguridad (DAS).
A mediados de la década de 1990, a raíz del accionar de las guerrillas, Caracolí fue epicentro de incursiones de los paramilitares de las Autodefensas Unidas de Colombia (AUC) y su Bloque Norte, Las AUC combatieron las guerrillas pero a su paso dejaron desaparecidos, muertos, desplazados, amenazados y muchas veces mujeres abusadas. Caracolí siguió siendo un paso estratégico para los delincuentes y el tráfico de drogas y armas entre la Serranía del Perijá y la Sierra Nevada y el mar Caribe. 
Entre los años 2000 y 2003, las AUC conformaron el Bloque ‘Mártires Cacique Upar’, encabezado por el jefe paramilitar Rodrigo Tovar Pupo, alias ‘Jorge 40’, quien le asegnó la zona de Caracolí a su lugarteniente David Hernández Rojas, alias 39. Las AUC se desmobilizaron a mediados de la década de 2000. 
Casos como el de Omar Tapias Garay, y los hermanos Luis Miguel y Rafael Narvaez Garay, quines en 1997 fueron sacados de sus casas y luego asesinados a tiros por escuadrones de las AUC.
Las Fuerzas Militares de Colombia por su parte combatieron principalmente contra las FARC y el ELN.
Las familias desplazadas empezaron el proceso de volver a los centros poblados Caracolí, Mariangola y Villa Germania.

## Organización político-administrativa

### Veredas

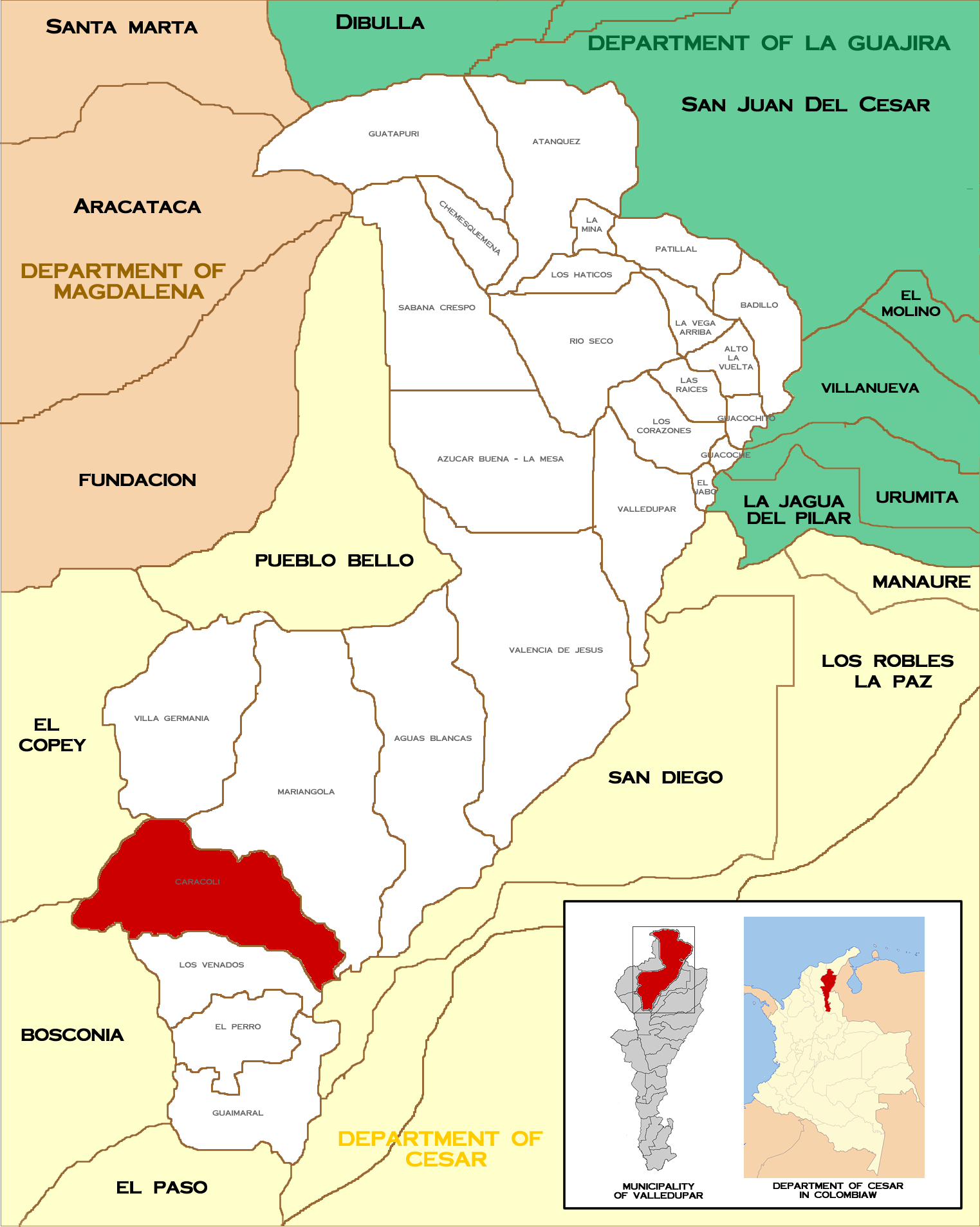
Ubicación de Caracolí en el municipio de Valledupar

Las siguientes son las veredas que hacen parte de el área de influencia del centro poblado Caracolí:
- Camperucho
- Las Mercedes
- La Sierrita
- El Mangón
- Campo Alegre
- Buenos Aires
- Las Cumbres
- Praderas de Camperucho
- Nueva Lucha

## Cultura
La población celebra la fiesta de San Martín de Loba cada año entre el 10 y 11 de noviembre  .
La mayoría de los habitantes pertenecen a la Iglesia católica y el poblado tiene un templo.
Este centro poblado es mencionado en el libro "Mis memorias políticas" del expresidente de la República Alfonso López Michelsen en el que expresa que "No imaginaba yo aquella tarde, cuando llegué por primera vez a Caracolí, a orillas del río Garupal, en lo que hoy es el Cesar, la influencia que iba a tener sobre mi destino la Provincia de Valledupar."
También suben el cerro pantanillo todos los viernes santos como tradición que es promovida por la familia freyle Gómez y que lleva más de 60 años donde propios y visitante lo suben. 

## Infraestructura
En Caracolí y la región opera el Batallón de Ingenieros Nº 10 ' Manuel Alberto Murillo González', unidad de la Décima Brigada Blindada de la Primera División del Ejército Nacional de Colombia.
También funciona un puesto de la Policía de Carreteras de la Policía Nacional de Colombia.